# 蘇立道
蘇立道 (Joe Peschisolido） 是加拿大一名律师和政治家。他曾於2000年至2004年担任代表列治文選區的國會議員，其後，他於2015年至2019年間曾擔任史提夫斯頓—列治文東選區的國會議員。他最初是作為加拿大聯盟排除的候選人当选，但于2002年转投自由党。

## 背景
佩斯基索利多拥有多伦多大学三一学院政治学文学士学位（荣誉）和奥斯古德霍尔法学院法学学位。佩斯基索利多是列治文哥伦布骑士团的四级骑士，列治文日落扶轮社的成员，也是列治文商会的成员。他是加拿大殉道者天主教堂的活跃教区居民，也是一名素食主义者，主张选择健康、可持续的食物。 

## 政治生涯
蘇立道向來是自由党成员，并曾在 1990 年莊·克雷蒂安的選舉工程中擔任青年协调员。 1993 年，他加入加拿大改革党（后来的加拿大联盟），并於該年的大選和1996年的补选中作为该党的候选人於怡陶碧谷北選區（Etobicoke North）參選，並兩次皆屈居第二。

### 第一任期（2000年至2004年）
蘇立道在兩次敗選後搬到了卑詩省，並於2000年聯邦大選中於列治文選區擊敗了尋求連任的時任議員陳卓愉，成為了該選區新一任的議員。
2002 年，在導致加拿大聯盟和進步保守黨合併的進程中，周立道在未經當區選民同意下退出了聯盟，並加入了當時執政的自由黨。
在任期间，蘇立道提出了《納稅人權利法案》，旨在保障納稅人的權益。 
2002 年，蘇立道协助促成了最初的花园城土地交易，也就是聯邦政府把上述土地轉讓給列治文市。根據這項交易，列治文市将获得 75%至80%的土地，其余土地将用于贸易和展览中心以及商业开发。 
2003年，他獲委任為加拿大樞密院院長及跨政府事務廳廳長的议会秘书 ，也在議會內擔任人力資源開發及殘疾人士地位常设委员会副主席。 
蘇立道在自由黨黨內的提名中敗給了他在上屆大選擊敗的陳卓愉，後者仍在2004年聯邦大選中為自由黨保住議席。

### 2011年大選
2011年聯邦大選中，蘇立道擊敗陳卓愉，獲得自由黨提名，成為該黨列治文選區的候選人。在大選中，蘇立道以超過17,000票的差距敗於保守黨候選人黃陳小萍。

### 第二任期（2015年至2019年）
2015年8月11日，蘇立道再次赢得自由黨提名，代表該黨於2015年聯邦大選史提夫斯頓—列治文東選區競選，並順利當選。 
2015年10月19日，自由黨順利籌建多數政府， 蘇立道重返議會。
2019年7月，《環球新聞》報導，加拿大皇家騎警對蘇立道展開了調查。蘇立道的律師樓涉嫌通过非法渠道从中国收受资金，並成為該律師樓客户试图规避合法移民程序的一种手段。 蘇立道及其律師樓的律师尚未受到任何指控。     蘇立道於2018年上交了律師牌照。 
2020年2月5日，加拿大道德與操守專員發佈了一份與蘇立道有關的调查报告。專員指出了蘇立道违反了《下议院议员利益冲突法》第21(3)及第20(1)條，因为他未能提交一份資產轉變聲明以及一份完整的私人利益申報表。    
蘇立道在2019年聯邦大選中被趙錦榮擊敗，由於蘇立道已不是現任議員，國會無法對他實施任何制裁。 